# 対空レーダ装置 JTPS-P14
対空レーダ装置 JTPS-P14（たいくうレーダそうち ジェイティーピーエスピーじゅうよん）は、陸上自衛隊の装備である。

## 概要
対空警戒用のレーダー装置として高射特科部隊に配備される。三菱電機が開発・製造している。

## 特徴

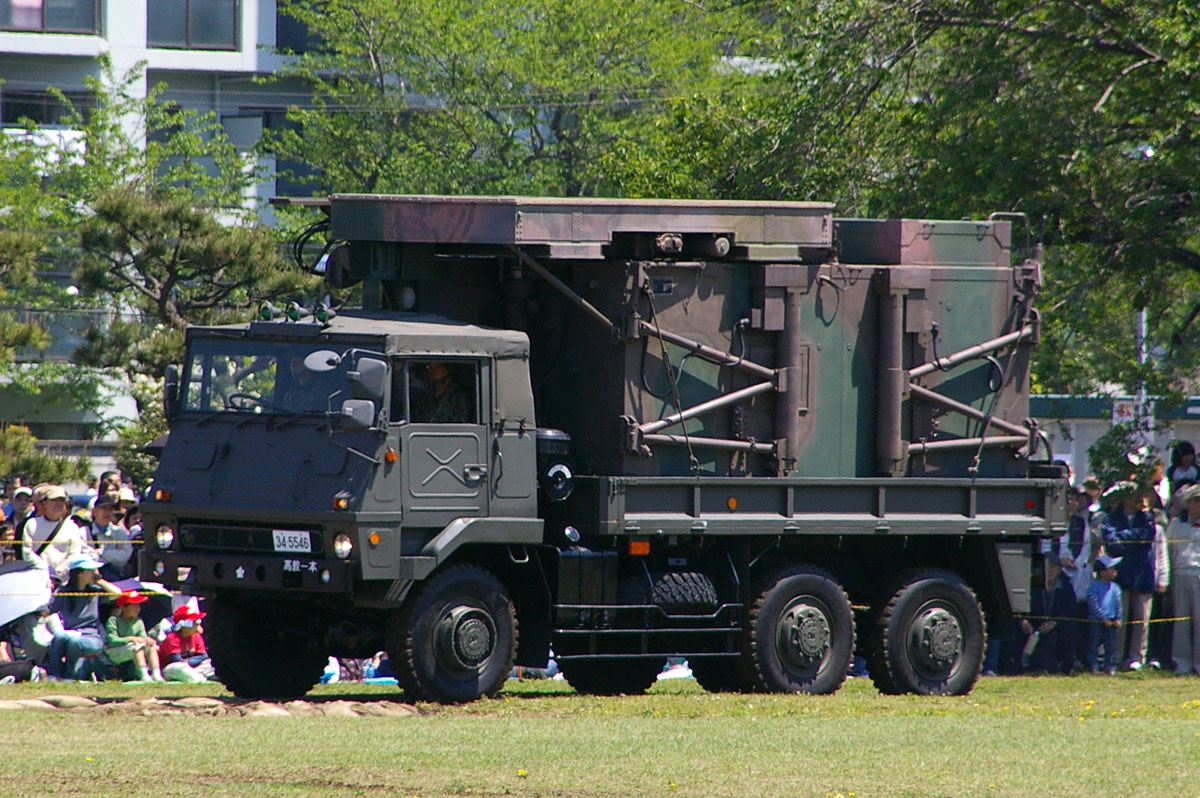
73式大型トラックに搭載された状態。アンテナを倒している

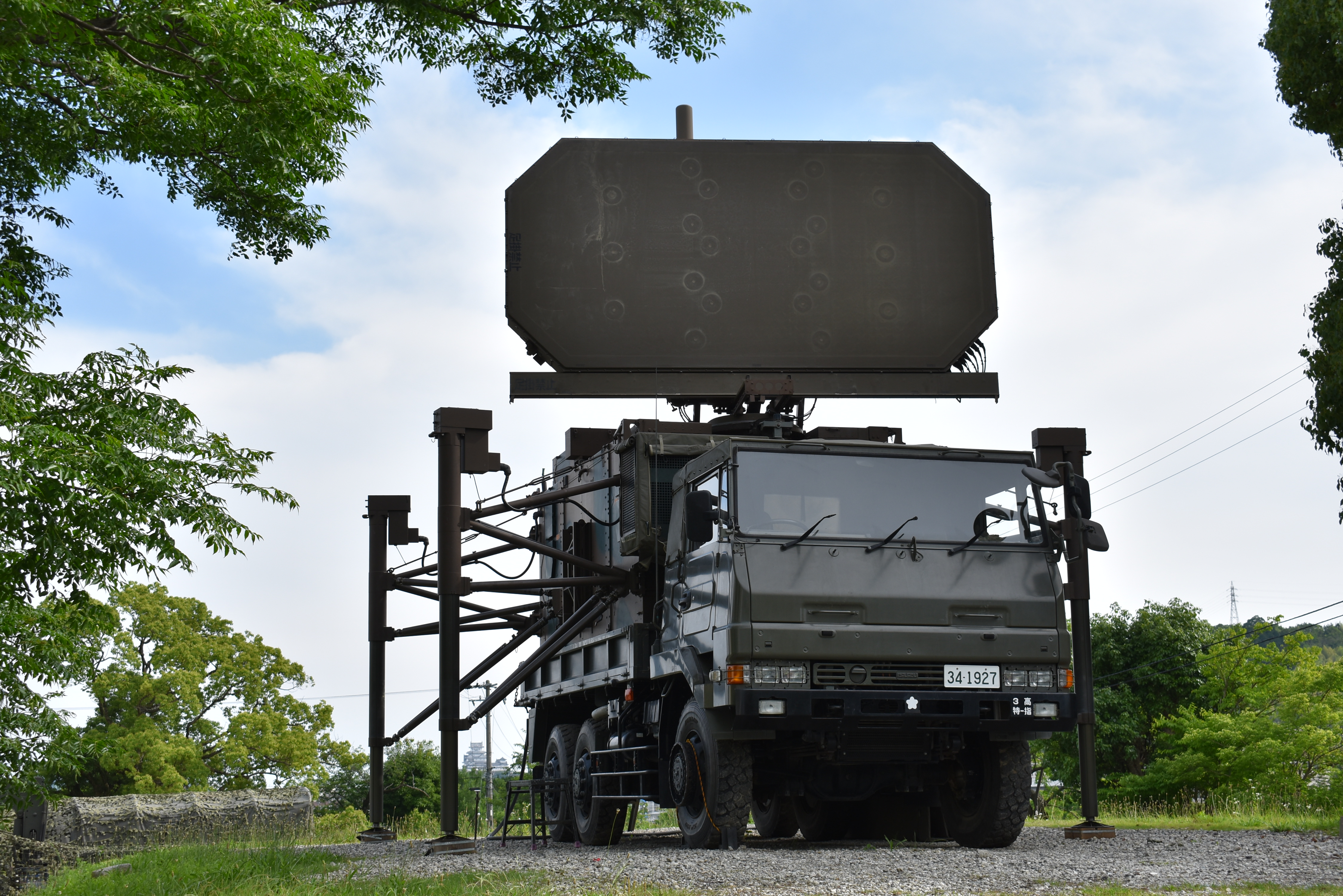
アンテナを立て、使用中。

中高度から高高度より侵入する敵を探知するためのものである。71式対空レーダ装置 JTPS-P5の後継として1988年（昭和63年）度から配備が始まった。配備先は、主として師団・旅団隷下の高射特科大隊本部管理中隊であり、師団・旅団の野戦防空における主たるセンサーとなる。なお、強力な探知能力と引き換えに機動力に欠け、また、低空域での探知能力にもやや不足があることから、より小型で機動性に優れ、低高度に重点をおいたJTPS-P9やJTPS-P18と組み合わされるかたちで運用されることが多い。探知距離については約300kmとされている。
通常73式大型トラックに搭載されるが、地上に器材を降ろして使用することもできる。移動時はアンテナを倒しているが、使用時はフェイズド・アレイ・アンテナを立てて使用する。地上設置時は、固定脚を伸ばして機器を安定させる。なお、表示方式はPPI・RSI方式である。また、本体のほかに電源車が必要となっており、その諸元は115V・60Hz・10kVAである。
2020年（令和2年）8月、フィリピン空軍の防空レーダーとして三菱電機が開発・製造する固定式レーダー3基と移動式レーダー1基の輸出契約が成立した。固定式はJ/FPS-3、移動式は本機を三菱電機が開発した経験から新たに開発するという。契約額は約1億ドル（約100億円）で、2021年（令和3年）後半から2022年（令和4年）に配備予定。2014年（平成26年）に「防衛装備移転三原則」を決定後、国産防衛装備の完成品の輸出は初めてのことである。

## 後継装備
配備から20年以上が経過しており、更新という形で探知精度や中・高空域の目標情報の迅速・正確な収集・処理・伝送および機動性の向上を図った新たな対空レーダ装置 JTPS-P25が対空戦闘指揮統制システムの一つとして開発され、2012年（平成24年）度より配備された。

## 配備部隊・機関
- 中部方面隊
  - 第8高射特科群本部管理中隊通信レーダ班